# Осацький університет
Осацький університет (яп. 大阪大学, Ōsaka daigaku), скорочено Гандай (яп. 阪大, Handai) – національний дослідницький університет в Осаці, Японія. Університет сягає корінням епохи Едо до закладів Тедзюку (1838) і Кайтокудо (1724), і був офіційно заснований 1931 року як шостий з Імператорських університетів Японії з двома факультетами: науковим і медичним. Після післявоєнної освітньої реформи Осацький університет об'єднався з трьома довоєнними вищими школами та був реорганізований як загальноосвітній університет із п'ятьма факультетами: науковим, медичним, літературним, юридично-економічним та інженерним. Після злиття з Осацьким університетом іноземних досліджень у 2007 році, Осацький університет став найбільшим національним університетом Японії за кількістю студентів.
Осацький університет є одним із найпродуктивніших дослідницьких закладів Японії. Численні видатні вчені та науковці відвідували університет або працювали в ньому – серед них, наприклад, лауреат Нобелівської премії з фізики Хідекі Юкава, художник манги Осаму Тедзука, лауреат премії Ласкера Хідесабуро Ханафуса, письменник Рьотаро Шиба та відкривач регуляторних Т-клітин Шимон Сакагучі.

## Історія
Академічні традиції Осацького університету сягають корінням до Кайтокудо (яп. 懐徳堂), школи періоду Едо для місцевих жителів, заснованої 1724 року, і Тедзюку (яп. 適塾), школи Рангаку для самураїв, заснованої Огатою Коаном 1838 року. Вважається, що гуманітарні програми університету тісно вкорінені з історії Кайтокудо, тоді як природничі й прикладні базуються на традиціях Тедзюку.

Університет Осаки бере свій початок із заснування Префектурної медичної школи Осаки в центрі міста Осака в 1869 році. 1919 року школа стала Префектурним медичним коледжем Осаки зі статусом університету згідно з Указом про університет (Імперський ордонанс № 388). 1931 року коледж об'єднався з новоствореним Науковим коледжем, щоб утворити Імператорський університет Осаки, який став шостим імператорським університетом Японії. Технічний коледж Осаки був зареєстрований у Школі інженерії через два роки. 1947 року заклад був перейменований в Осацький університет.

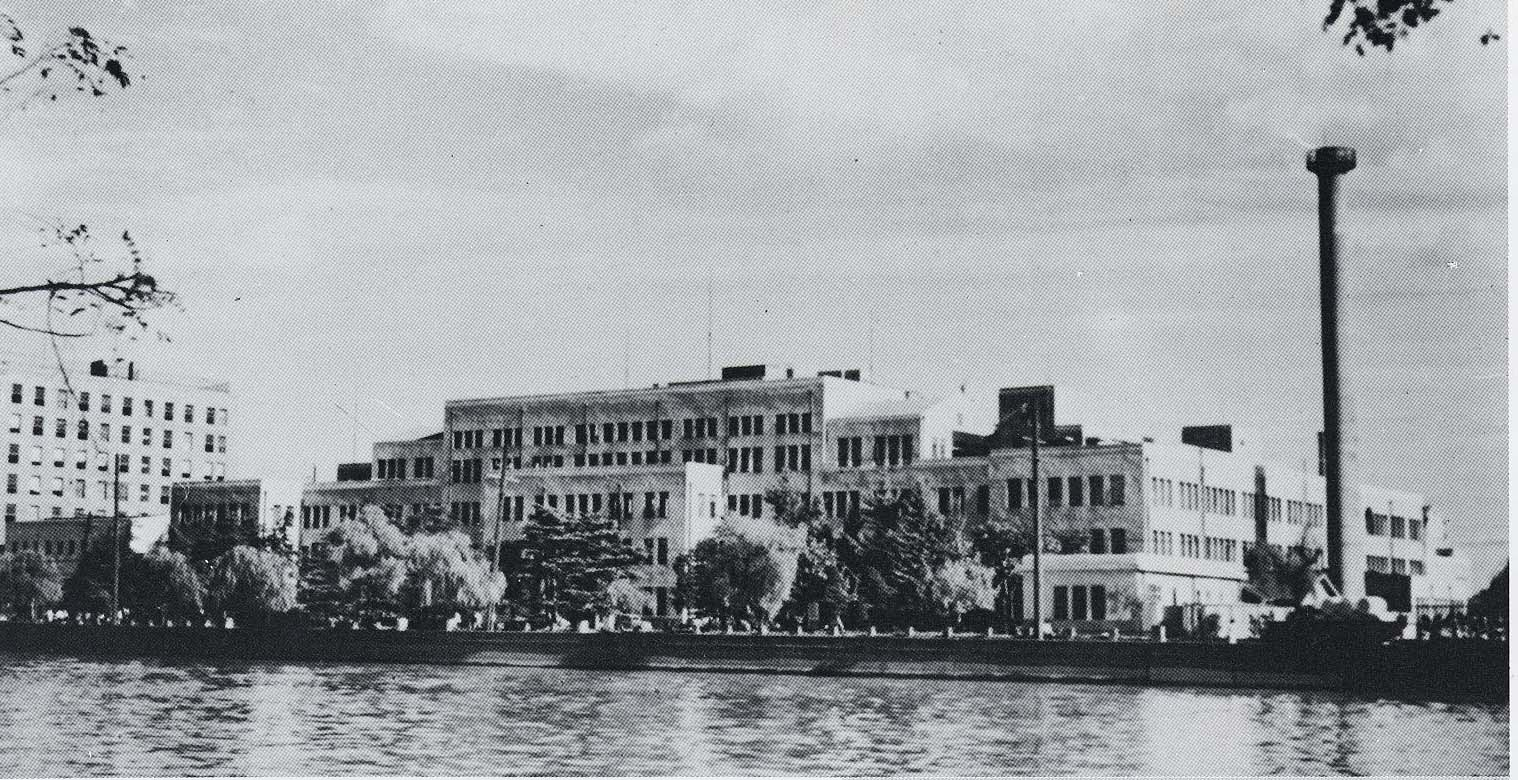
Кампус Наканошима Імператорського університету Осаки

Після злиття зі середньою школою Наніва та середньою школою Осаки в результаті урядової реформи системи освіти, 1949 року Осацький університет розпочав свою післявоєнну еру з п'ятьма факультетами: науковим, медичним, інженерним, літературним та юридичним. З того часу були створені нові факультети та дослідницькі інститути, включно з першою японською школою інженерних наук і школою наук про людину, яка охоплює такі міждисциплінарні дослідницькі інтереси, як психологія, соціологія та освіта. 1953 року в рамках урядової програми реформування системи освіти на базі наявних на той час факультетів були відкриті десять аспірантур, а 1994 року до них додалися ще дві.
1993 року Університетська лікарня Осаки була переведена з кампусу Наканошима в центрі Осаки до кампусу Суйти, що стало завершення реалізації плану університету щодо інтеграції розпорошених закладів у кампуси Суйта й Тойонака. У жовтні 2007 року було завершене злиття між Університетом Осаки та Університетом іноземних досліджень Осаки в Міно. Злиття зробило Університет Осаки одним із двох національних університетів у країні зі Школою іноземних досліджень — разом із Токійським університетом іноземних досліджень. Злиття також зробило Осацький університет найбільшим національним університетом Японії.

## Кампуси

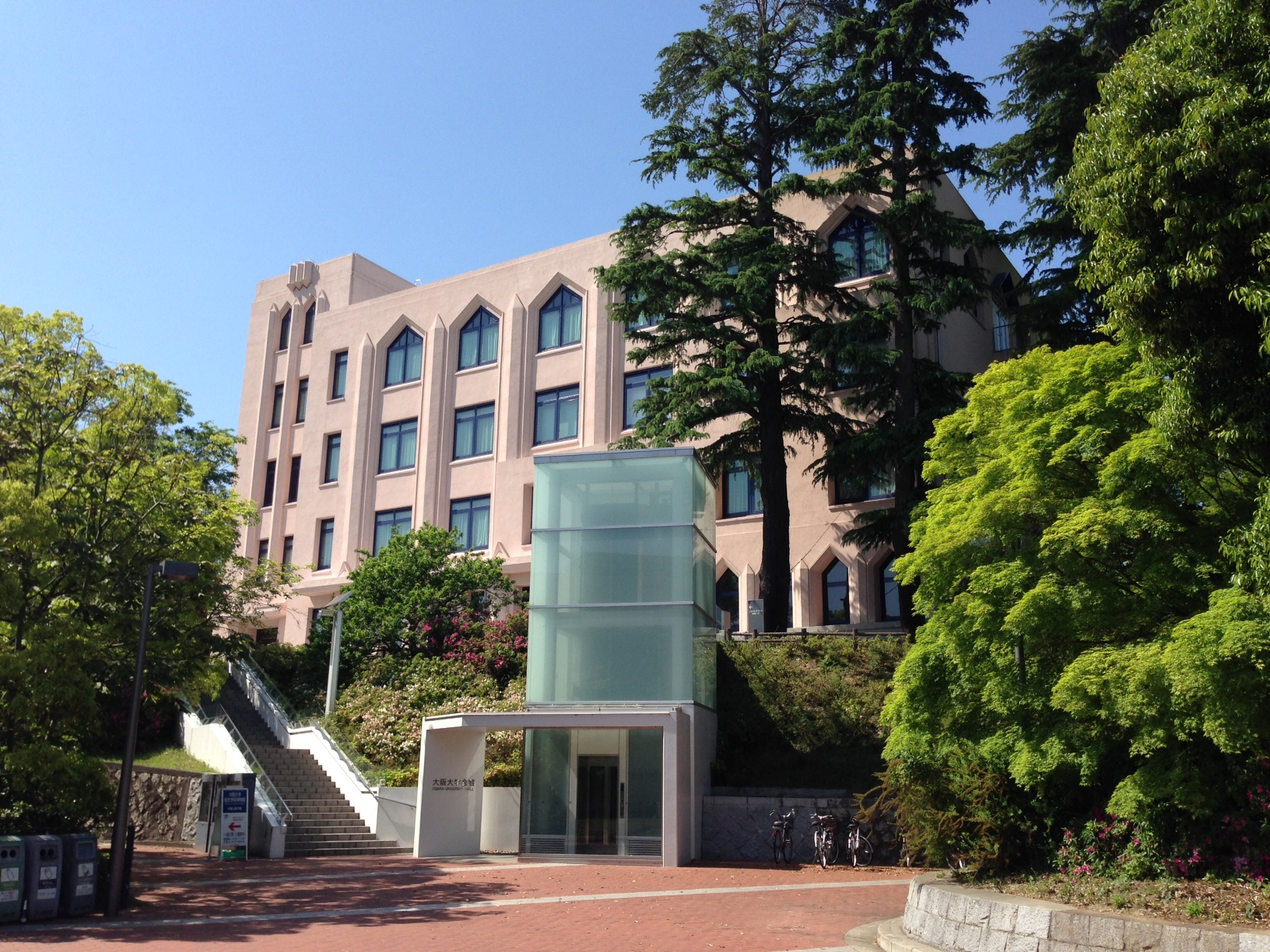
Осацький університет

### Тойонака
Кампус Тойонака охоплює факультети гуманітарних наук, права, економіки, науки та інженерії. Він також є академічною базою для Вищих шкіл міжнародної публічної політики, мови та культури, частини інформаційних наук і Центру практики правової та політичної експертизи. Усі студенти відвідують заняття в кампусі Тойонака протягом першого року навчання. Усі спортивні заходи університету переважно зосереджені в Тойонаці, за винятком тенісу, який проходить у кампусі Суйта.

### Суйта

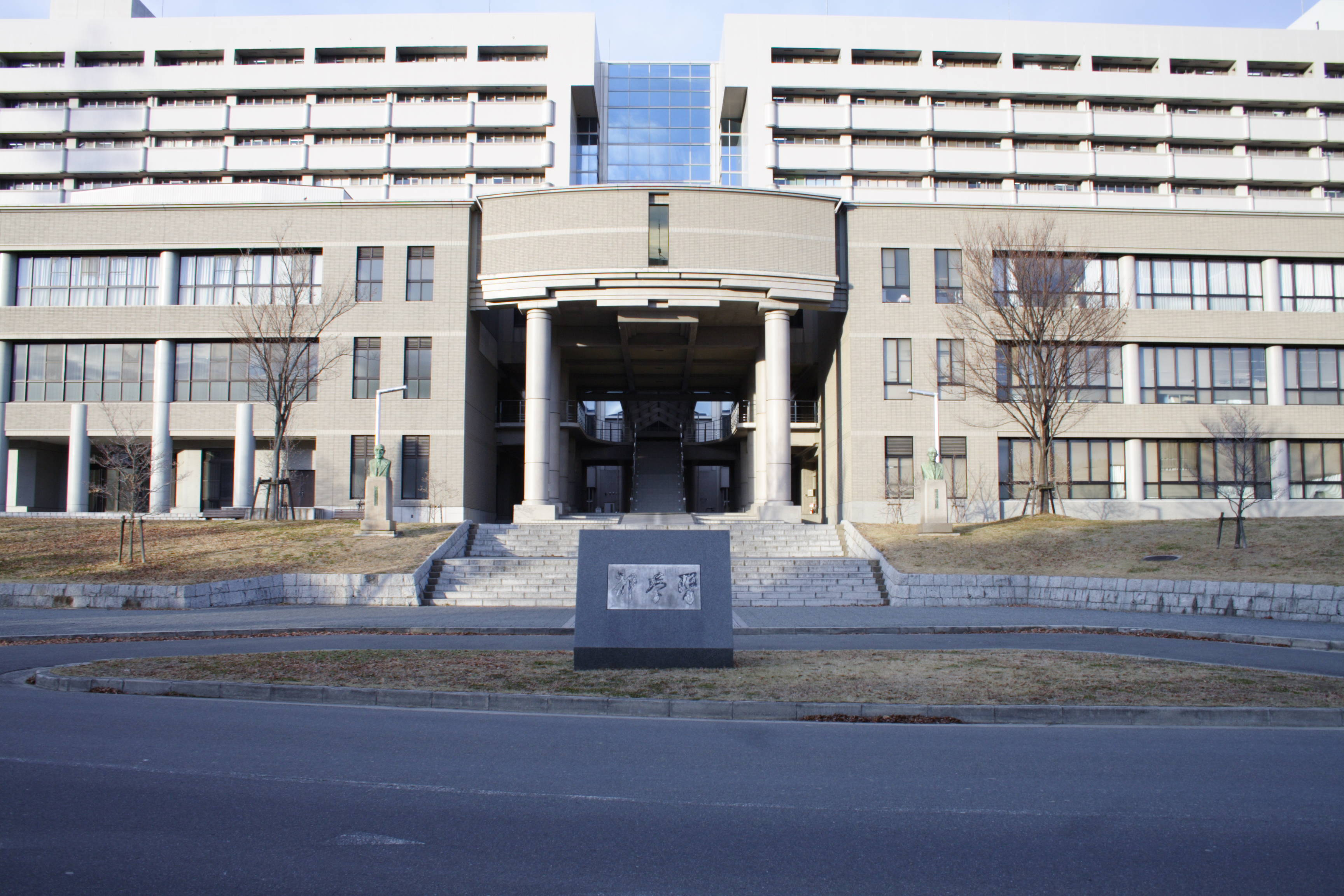
Медичний корпус

У кампусі Суйти розташовані факультети гуманітарних наук, медицини, стоматології, фармацевтичних наук та інженерії. Кампус містить Вищу школу прикордонних біологічних наук і частину Вищої школи інформаційних наук і технологій. Суйта також охоплює Університетську лікарню Осаки та Національний об’єднаний інститут кібермедіа-центру та дослідницький центр ядерної фізики.

### Міно

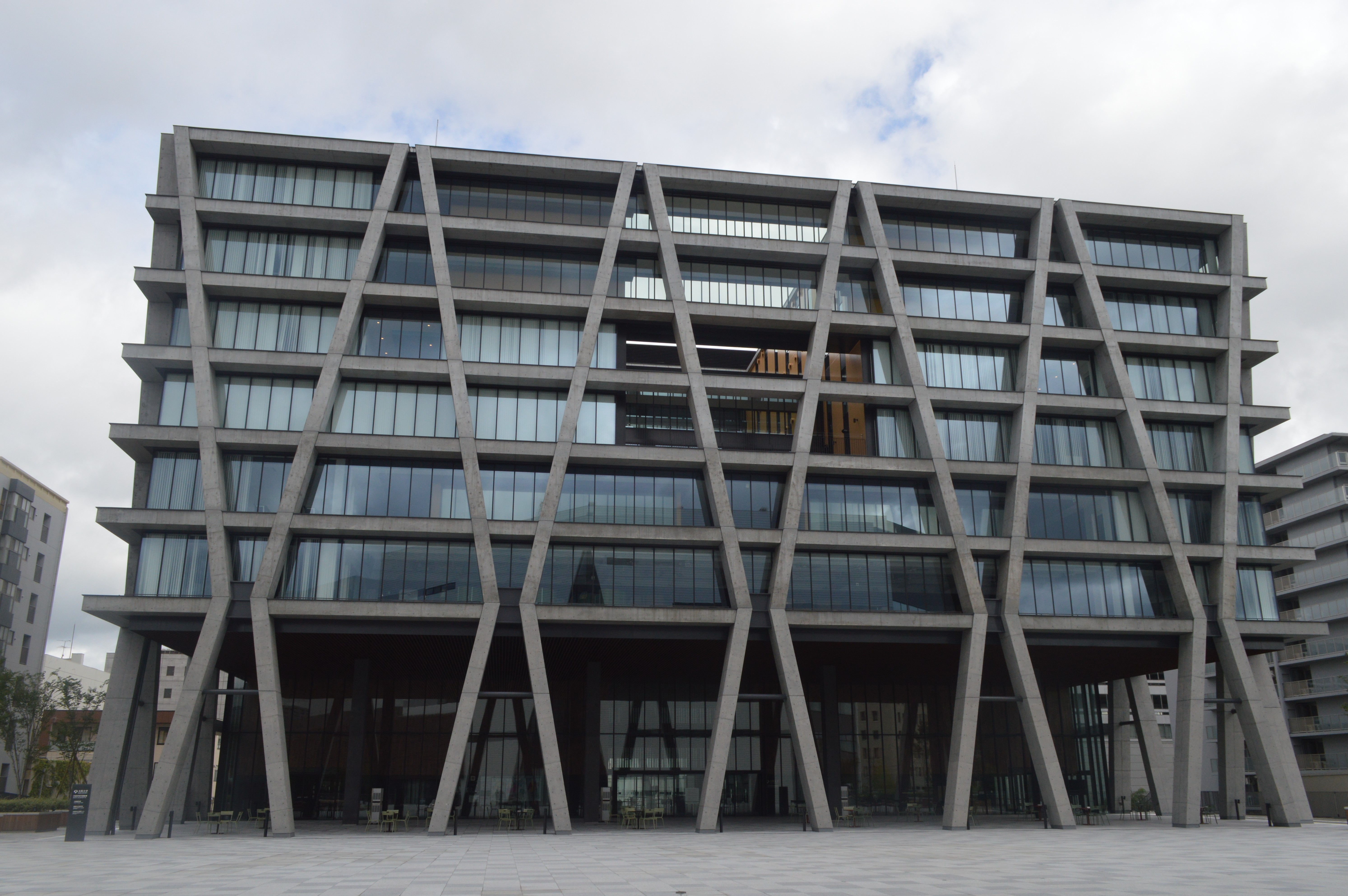
Кампус Міно

Кампус Міно був зареєстрований після злиття ОУ з Осацьким університетом іноземних досліджень у жовтні 2007 року. Міно містить Школу іноземних досліджень, Науково-дослідний інститут світових мов і Центр японської мови та культури.
На додаток до цих трьох кампусів, колишній кампус Наканошима, найперший кампус університету, розташований у центрі Осаки, був центром факультету медицини до його передачі в кампус Суйти в 1993 році. У квітні 2004 року кампус Наканошима став університетським центром та є місцем для обміну інформацією, уроків освіти для дорослих і заходів за участю академічних і неакадемічних спільнот.

## Спорт
Університети Осаки та Університети Нагоя щороку проводять регулярні змагання з легкої атлетики. Осака також регулярно проводить змагання з віндсерфінгу з Університетом Кіото, Університетом Кобе та Національним університетом імені Сунь Ятсена в Тайвані.